# Центральний (бахш, шагрестан Астара)
Центральний (перс. مرکزی) — бахш в Ірані, в шагрестані Астара остану Ґілян. За даними перепису 2006 року, його населення становило 58695 осіб, які проживали у складі 15834 сімей.

## Дегестани
До складу бахша входять такі дегестани:
- Вірмуні
- Хейран